# Halowe Mistrzostwa Europy w Lekkoatletyce 1984 – bieg na 60 m mężczyzn
Bieg na 60 metrów mężczyzn – jedna z konkurencji biegowych rozgrywanych podczas halowych lekkoatletycznych mistrzostw Europy w  hali Scandinavium w Göteborgu. Eliminacje i bieg finałowy zostały rozegrane 3 marca 1984. Zwyciężył reprezentant Republiki Federalnej Niemiec Christian Haas. Tytułu zdobytego na poprzednich mistrzostwach nie bronił Stefano Tilli z Włoch.

## Rezultaty

### Eliminacje
Rozegrano 2 biegi eliminacyjne, do których przystąpiło 14 biegaczy. Awans do finału dawało zajęcie jednego z pierwszych trzech miejsc w swoim biegu (Q). Skład finału uzupełniło dwóch zawodników z najlepszym czasem wśród przegranych (q).
Opracowano na podstawie materiału źródłowego.
Bieg 1
| Miejsce | Zawodnik                | Czas | Uwagi |
| ------- | ----------------------- | ---- | ----- |
| 1       | Christian Haas          | 6,67 | Q     |
| 2       | Jean-Jacques Boussemart | 6,74 | Q     |
| 3       | Josef Lomický           | 6,75 | Q     |
| 4       | Bruno Marie-Rose        | 6,81 | q     |
| 5       | Walentin Atanasow       | 6,85 |       |
| 6       | Odd Erik Kristiansen    | 6,97 |       |
| 7       | Per-Ola Olsson          | 7,00 |       |

Bieg 2
| Miejsce | Zawodnik           | Czas | Uwagi |
| ------- | ------------------ | ---- | ----- |
| 1       | Ronald Desruelles  | 6,69 | Q     |
| 2       | José Javier Arqués | 6,70 | Q     |
| 3       | Antonio Ullo       | 6,74 | Q     |
| 4       | Antoine Richard    | 6,78 | q     |
| 5       | Jouko Hassi        | 6,82 |       |
| 6       | Kenth Rönn         | 6,89 |       |
| 7       | Tommy Johansson    | 6,91 |       |

### Finał
Opracowano na podstawie materiału źródłowego.
| Miejsce | Zawodnik                | Czas |
| ------- | ----------------------- | ---- |
| 1       | Christian Haas          | 6,68 |
| 2       | Antonio Ullo            | 6,68 |
| 3       | Ronald Desruelles       | 6,69 |
| 4       | Antoine Richard         | 6,70 |
| 5       | José Javier Arqués      | 6,72 |
| 6       | Bruno Marie-Rose        | 6,73 |
| 7       | Jean-Jacques Boussemart | 6,73 |
| 8       | Josef Lomický           | 6,77 |